# It Ends With Us - Siamo noi a dire basta (film)
It Ends With Us - Siamo noi a dire basta (It Ends With Us) è un film del 2024 diretto e interpretato da Justin Baldoni.
La pellicola è l'adattamento cinematografico dell'omonimo romanzo di Colleen Hoover.

## Trama
Lily Bloom ha appena visitato la sua città natale di Plethora, nel Maine, per pronunciare un elogio funebre al funerale di suo padre Andrew. Sull'altare, dice che avrebbe elencato cinque delle sue cose preferite di lui, per poi rimanere in silenzio prima di andarsene.
Tornata a casa a Boston, si prepara ad aprire il suo negozio di fiori. Mentre è seduta sul tetto di un complesso di appartamenti incontra il neurochirurgo Ryle Kincaid, che vive all'ultimo piano. Sono reciprocamente attratti l'uno dall'altra, ma il loro incontro viene interrotto quando lui deve andarsene per un intervento chirurgico d'urgenza.
Mentre ristruttura il locale che diventerà il suo negozio, Lily incontra Allysa e le offre di lavorare per lei; in seguito scopre che la ragazza, in realtà, è la sorella di Ryle. Alla festa di compleanno di Allysa, Ryle dice a Lily che non è riuscito a smettere di pensare a lei. Si baciano, ma Lily lo ferma, dicendo che lui è interessato solo a relazioni occasionali mentre lei vuole una storia seria. Trascorre la notte nel suo appartamento senza che succeda nulla tra i due e la mattina dopo accetta di uscire con lui. Con l'occasione di presentare Ryle a sua madre Jenny, Lily lo porta in un nuovo ristorante, il Root, dove scopre che il proprietario e capo chef è il suo vecchio amore del liceo, Atlas Corrigan.
Una mattina, Ryle si brucia la mano mentre le prepara la colazione e colpisce inavvertitamente Lily che cerca di aiutarlo, poi si ferisce una mano con un bicchiere rotto. Lily porta Ryle, Allysa e suo marito Marshall al Root e lì ha un confronto con Atlas, che ha capito tutto dopo aver notato l'occhio nero della ragazza e la mano fasciata del suo compagno. I due ne discutono nel bagno del ristorante, dove Atlas implora Lily di lasciare Ryle. Trovandoli insieme, Ryle pensa al peggio: scoppia una colluttazione fisica, che culmina con Atlas che manda via Ryle dal suo ristorante. Successivamente un flashback dell'adolescenza di Lily mostra che suo padre Andrew ha ridotto in fin di vita Atlas dopo aver sorpreso i due ragazzi durante un rapporto sessuale e per questo la loro storia d'amore non era più continuata.
Atlas visita il negozio di Lily per scusarsi e le dà il suo numero di telefono nel caso in cui ne abbia bisogno. Lily, a questo punto, rivela a Ryle che suo padre in passato ha abusato fisicamente di sua madre. Nei mesi successivi, Allysa dà alla luce una bambina e Ryle chiede a Lily di sposarlo e lei accetta. Quando però Ryle trova il numero di Atlas, segue un forte litigio e Lily cade dalle scale;  dopo aver ripreso i sensi, Ryle le dice che è caduta e ha cercato di aiutarla e lei gli crede.
Nel frattempo, il Root fa la sua comparsa in una rivista locale, con inclusa un'intervista in cui Atlas spiega di aver chiamato il ristorante in onore di Lily. In preda alla gelosia, Ryle tenta di violentarla, ma la ragazza riesce a scappare e cerca Atlas nel suo ristorante, nel frattempo ha dei flashback e si rende conto che durante l’episodio della bruciatura di Ryle lui l'ha colpita volontariamente e durante il litigio sulle scale l'ha spinta. Atlas la porta in ospedale, dove scopre di essere incinta di Ryle; dopodiché Lily rimane con Atlas per qualche giorno, e lui confessa di amarla ancora. Quando Lily si confida con Allysa sull'atteggiamento violento di Ryle nei suoi confronti, lei le racconta di come lui, da bambino, abbia sparato e ucciso accidentalmente il loro fratello maggiore, Emerson: come risultato il trauma irrisolto si manifesta in attacchi di rabbia. A questo punto, Allysa insiste affinché Lily non perdoni Ryle.
La ragazza decide di andarsene, nonostante Ryle la supplichi di tornare e prometta di cercare aiuto. Lily dà alla luce una bambina che chiamano Emmy (in ricordo di Emerson) e affronta Ryle un'ultima volta, dichiarando di volere il divorzio per il bene della loro figlia. Mesi dopo, Lily e Allysa portano Emmy a visitare la tomba del nonno materno, dove Lily lascia la lista vuota del suo elogio funebre. Subito dopo incontra per caso Atlas e i due si salutano, sorridendo, facendo presagire che ricominceranno la loro storia d'amore.

## Produzione
Il film è stato diretto da Justin Baldoni tramite la sua società, Wayfarer Studios. Nel gennaio 2023, Blake Lively è stata scelta per il ruolo di Lily Bloom e Baldoni, oltre a dirigere il film, ha interpretato anche Ryle Kincaid. Nell'aprile 2023, Brandon Sklenar è stato scelto per interpretare il ruolo di Atlas. Le riprese sono iniziate a Hoboken, nel New Jersey, presso la Field Colony il 5 maggio 2023. Più tardi quello stesso mese, è stato annunciato che Hasan Minhaj si sarebbe unito al cast. Il mese successivo, la produzione è stata temporaneamente sospesa a causa dello sciopero degli sceneggiatori della WGA del 2023. Le riprese sono ricominciate nel quartiere Newport di Jersey City il 5 gennaio 2024. Nello stesso mese, Isabela Ferrer e Alex Neustaedter si sono uniti al cast rispettivamente come le versioni più giovani di Lily e Atlas.

### Presunto conflitto tra Lively e Baldoni
Diverse fonti hanno riferito al The Hollywood Reporter che era nato un presunto conflitto tra Lively e Baldoni durante la post-produzione del film dopo che l'attrice aveva commissionato un secondo montaggio del film a Shane Reid, che aveva lavorato a Deadpool & Wolverine (2024) con protagonista il marito della Lively, Ryan Reynolds. Il montaggio utilizzato nei cinema è stato attribuito a Oona Flaherty e Robb Sullivan. Inoltre, è stato confermato che Reynolds aveva scritto "gran parte" del dialogo di una scena ambientata su un balcone all'inizio del film. Le speculazioni sulla presunta spaccatura sono cresciute su piattaforme come TikTok (dove il libro era diventato molto popolare grazie alla sotto-comunità "BookTok") nei video in cui era assente Baldoni nei vari eventi per promuovere il film. Nell'agosto 2024 Baldoni ha assunto un crisis manager, e nel gennaio 2025 ha fatto causa alla Lively e Reynolds per 400 milioni di dollari, accusandoli di estorsione, diffamazione e violazione della privacy.

## Promozione
Il trailer è stato distribuito dalla Sony Pictures il 16 maggio 2024.

### Controversie
Durante il tour promozionale per il film, Blake Lively ha ricevuto critiche da parte degli utenti dei social media che l'hanno accusata di aver mostrato un atteggiamento "spensierato e umoristico" e per non aver affrontato esplicitamente i temi della violenza e abusi domestici subiti dal suo personaggio. Gli utenti sono stati anche critici nei confronti della Lively per aver pubblicizzato la sua nuova linea di prodotti per i capelli durante la promozione del film.

## Distribuzione
L'uscita del film era originariamente prevista nelle sale nordamericane il 9 febbraio 2024 e poi il 21 giugno 2024, ma è stata ulteriormente posticipata al 9 agosto 2024. Il film è uscito il 7 agosto in Belgio, Finlandia, Filippine e Svezia; ed il 21 agosto in Italia.

## Accoglienza

### Incassi
A fronte di un budget di produzione di 25 milioni di dollari, il film ha incassato 148518266 $ in Nordamerica e 202922778 $ nel resto del mondo, per un totale di 351441044 $. In Italia ha incassato 3948037 €.

### Critica
Su Rotten Tomatoes ha una percentuale di gradimento del 54% basato su 195 recensioni con un voto medio di 5.6 su 10. Su Metacritic 42 critici gli assegnano un voto medio di 53/100. Il pubblico intervistato da CinemaScore ha assegnato al film un voto medio di "A–" su una scala da A+ a F, mentre quelli intervistati da PostTrak gli hanno assegnato un punteggio positivo dell'85%, con il 69% che afferma che lo consiglierebbe sicuramente.
Johanna Schneller di The Globe and Mail ha elogiato la performance di Lively, scrivendo: "Oltre a descrivere l'esatta tonalità di capelli ramati di Lily, il vestito originale/sexy e il taccuino delle visioni pieno di fiori, trasmette anche la sua luminosità e forza, e ti ricorda quanto può essere piacevole guardare un thriller romantico". Kevin Maher di The Times gli ha assegnato 4/5 stelle, definendolo "un adattamento patinato, a volte saponoso ma sempre avvincente". Hannah Giorgis di The Atlantic è stata più critica, scrivendo: "Per i giovani che si sono abituati alla miseria della vita moderna, c'è una premessa seducente in questi romanzi: la sofferenza incessante può lasciare il posto alla libertà - e al sesso bollente - se le donne lo vogliono". Sullo schermo, interpretato da persone reali, non è così convincente." Sandra Hall del The Sydney Morning Herald ha assegnato al film 2.5 stelle su 5, affermando che era "pieno di cliché erotici sovrapposti a una colonna sonora coinvolgente di successi pop che includono canzoni di Taylor Swift e Lana Del Rey".
Mario Turco su Sentieri Selvaggi ha bocciato il film dandogli la votazione di 1.5 stelle su 5 e definendolo «L’Harmony film definitivo: messaggio progressista debole e in ritardissimo sui tempi, sesso evocato e mai mostrato, romanticismo da salotti ottocenteschi. Una soap-opera indifendibile».